# Pește spadă
Peștele spadă, espadonul, peștele espadon (Xiphias gladius) este un pește marin răpitor, de talie foarte mare, din familia Xiphiidae, care trăiește în apele calzi din Oceanul Atlantic, Oceanul Pacific și Oceanul Indian și în mările adiacente, inclusiv în Marea Mediterană. Pătrunde uneori și în Marea Neagră. Pe litoralul românesc al Mării Negre s-au semnalat exemplare rătăcite la Sulina, Constanța, Agigea.
Talia atinge 3 și chiar 6 m (obișnuit 2,5-3,5 m) lungime, iar greutatea se urcă până la 200-650 kg. Este unul dintre cei mai rapizi pești, viteza de deplasare putând ajunge până la 130 km/h. Are corpul lipsit de solzi, alungit, aproximativ fusiform, ascuțit la cele două extremități, cu pedunculul caudal îngust și prevăzut median cu o puternică carenă laterală. Falca superioară, foarte alungită, formează un vârf ascuțit, numit rostru cu aspect de sabie turtită dorsoventral, în alcătuirea căruia intră următoarele oase: premaxilarele, etmoidele și prevomerul; la exemplarele tinere, este prelungită și mandibula. Gura relativ mică, lipsită de dinți la adulți și prevăzută cu dinți la exemplarele tinere. Înotătoarea dorsală lungă, la tineri este continuă, la adulți divizată în două. Înotătoarea anală divizată la adulți. Înotătoarea caudală adânc lobată. Înotătoarele ventrale lipsesc. Coloritul corpului albastru-brun pe spate și alburiu pe abdomen. Înotătoarele sunt de un albastru-închis; de aceeași culoare sunt și ochii. Exemplarele tinere au, pe corp, dungi transversale.
Peștele spadă este un pește marin pelagic, foarte bun înotător, execută migrațiuni lungi în căutarea hranei. În Marea Neagră pătrunde primăvara, din Marea Mediterană.  Este un pește răpitor, ce consumă în special pești mai mici, dar atacă chiar animale marine mari. Este un vânător abil și crud, atacă orice animal marin, oricât de mare ar fi, cum ar fi morunul, străpungând chiar și burta balenei. Deseori își înfige rostrul adânc în lemnul bărcilor și chiar al navelor mari, unde adeseori își rupe această armă de temut. În Marea Neagră se pare că nu se reproduce; în Marea Mediterană se reproduce în iunie - iulie. Icrele sunt pelagice, măsoară 1,6-1,8 mm în diametru. Larvele eclozate măsoară 4,5 mm și cresc repede; ele au ambele fălci alungite și egale între ele, iar înotătoarele dorsală și anală sunt unice, adică încă nedivizate.
Are valoare economică mare. Carnea acestui pește este gustoasă, din care cauză se organizează și un pescuit activ al lui. Conform FAO, în 2014 s-au prins 126.879 tone. Acest pescuit nu este, însă, lipsit de pericol și se întâmplă deseori ca peștele spadă să rănească pe pescari și să le rupă plasele. În apele românești nu se pescuiește.
Denumire științifică latină de Xiphias gladius provine din cuvintele xiphos (grec) = sabie + gladius (latin) = sabie.